# Adolf Hauffen

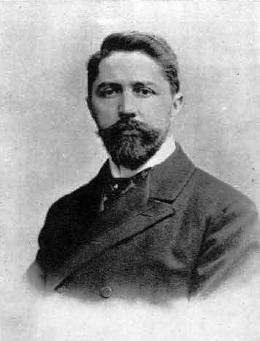
Adolf Hauffen

Adolf Hauffen (* 30. November 1863 in Laibach, Österreich-Ungarn; † 4. Februar 1930 in Prag) war ein deutsch-böhmischer Literaturhistoriker, Schriftsteller, Professor für deutsche Volkskunde, Sprache und Literatur an der Karl-Ferdinands-Universität in Prag.

## Leben und Wirken
Adolf Hauffen studierte seit 1883 Deutsch, Englisch, Geschichte und Geographie in Wien, Leipzig und Berlin und promovierte in Graz 1886 zum Doktor der Philosophie und habilitierte sich 1889 an der Deutschen Universität Prag, wurde dort 1898 außerordentlicher, 1919 ordentlicher Professor für deutsche Sprache und Literatur, sowie Volkskunde. Seit 1902 war er auch Dozent an der Deutschen Technischen Hochschule Prag, Förderer der Erwachsenenbildung, Begründer der wissenschaftlich fundierten Volkskunde in Böhmen und Sammler von Überlieferungen und Volksliedern. Nach 1919 dehnte er seine Interessensgebiete auf Mähren, Schlesien und die Karpathenländer aus.
Durch seine germanistischen Studien u. a. zu Johann Fischart hat er auf dem Gebiet der Volkskunde in Böhmen Bedeutendes geleistet. Seine volkskundliche Studie zur deutschen Sprachinsel der Gottscheer gilt heute noch als Standardwerk.
Zu seinen Schülern zählte u. a. Josef Blau.
Adolf Hauffen war Mitglied der Burschenschaft Carniola Graz.

## Publikationen (Auswahl)
Verzeichnis in: Neue Deutsche Biographie, Bd. 8
- Beiträge zur deutsch-böhmischen Volkskunde, Hrsg. seit 1896
- Prager Deutsche Studien, Mitherausgeber seit 1913 ff.
- Kaspar Scheidt, 1889
- Theodor Körner, 1891
- Fischarts Werke, 3 Bände, 1891–1895
- Die deutsche Sprachinsel Gottschee. Geschichte und Mundart, Lebensverhältnisse, Sitten und Gebräuche, Sagen, Märchen und Lieder. Graz 1895 (Google Books).
- Die deutsche Mundartdichtung in Böhmen, 1903